# Pys
Pys é uma comuna francesa na região administrativa de Altos da França, no departamento de Somme. Estende-se por uma área de 5,05 km². Em 2010 a comuna tinha 122 habitantes (densidade: 24,2 hab./km²).